# Фалсет
Фалсе́т (кат. Falset) - місто, розташоване в Автономній області Каталонія в Іспанії. 
Знаходиться у районі (кумарці) Пріурат провінції Таррагона, згідно з новою адміністративною реформою перебуватиме у складі баґарії Камп да Таррагона.

## Населення
Населення міста (у 2007 р.) становить 2 742 осіб (з них менше 14 років - 14,2%, від 15 до 64 - 66,1%, понад 65 років - 
19,7%). У 2006 р. народжуваність склала 28 осіб, смертність - 38 осіб, приріст населення склав 9
осіб. У 2001 р. активне населення становило 1.182 осіб, з них безробітних - 98 осіб. 

Серед осіб, які проживали на території міста у 2001 р., 2.055 осіб народилися в Каталонії (з них
1.576 осіб у тому самому районі, або кумарці), 300 осіб приїхало з інших областей Іспанії, а 116 осіб приїхало з-за кордону. 

Університетську освіту має 10,4
% усього населення. 

У 2001 р. нараховувалося 895 домогосподарств (з них 22,6% складалися з однієї особи, 27,4% з двох осіб,
19,8% з 3 осіб, 20,6% з 4 осіб, 6,8% з 5 осіб, 2
% з 6 осіб, 0,8% з 7 осіб, 0,1% з 8 осіб і 0% з 9 і більше осіб).

Активне населення міста у 2001 р. працювало у таких сферах діяльності : у сільському господорстві - 6,8%, у промисловості - 26,9%, на будівництві - 14,8% і у сфері обслуговування -
51,5%. 

 У муніципалітеті або у власному районі (кумарці) працює 980 осіб, поза районом - 409 осіб. 

### Доходи населення
У 2002 р. доходи населення розподілялися таким чином :
| \| Доходи населення за статтями доходів \| Доходи населення за статтями доходів \| Доходи населення за статтями доходів \| \| Рік \| 2002 р. \| 2001 р. \| \| ------------------------------------ \| ------------------------------------ \| ------------------------------------ \| \| Заробітна платня \| 54,2% \| 54,8% \| \| Доходи від ведення бізнесу \| 29,9% \| 29,3% \| \| Соціальна допомога \| 15,9% \| 15,9% \| |         |         |
| Доходи населення за статтями доходів |         |         |
| Рік | 2002 р. | 2001 р. |
| Заробітна платня | 54,2%   | 54,8%   |
| Доходи від ведення бізнесу | 29,9%   | 29,3%   |
| Соціальна допомога | 15,9%   | 15,9%   |

### Безробіття
У 2007 р. нараховувалося 72 безробітних (у 2006 р. - 67 безробітних), з них чоловіки становили 40,3%, а жінки -
59,7%.

## Економіка
У 1996 р. валовий внутрішній продукт розподілявся по сферах діяльності таким чином :
| \| Валовий внутрішній продукт \| Валовий внутрішній продукт \| Валовий внутрішній продукт \| \| Рік \| 1996 р. \| 1991 р. \| \| -------------------------- \| -------------------------- \| -------------------------- \| \| Сільське господарство \| 3,9% \| 7,9% \| \| Промисловість \| 25,6% \| 31,4% \| \| Будівництво \| 12,6% \| 10,7% \| \| Послуги \| 57,9% \| 50% \| |         |         |
| Валовий внутрішній продукт |         |         |
| Рік | 1996 р. | 1991 р. |
| Сільське господарство | 3,9%    | 7,9%    |
| Промисловість | 25,6%   | 31,4%   |
| Будівництво | 12,6%   | 10,7%   |
| Послуги | 57,9%   | 50%     |

### Підприємства міста
Промислові підприємства.
| \| Промислові підприємства міста, за сферою діяльності \| Промислові підприємства міста, за сферою діяльності \| Промислові підприємства міста, за сферою діяльності \| \| Рік \| 2002 р. \| 2001 р. \| \| --------------------------------------------------- \| --------------------------------------------------- \| --------------------------------------------------- \| \| Енергетичні та водні ресурси \| 3,6% \| 3,8% \| \| Хімія та метали \| 0,0% \| 0,0% \| \| Переробка металів \| 14,3% \| 15,4% \| \| Продукти харчування \| 25,0% \| 23,1% \| \| Текстиль \| 17,9% \| 15,4% \| \| Виробництво меблів, видання \| 35,7% \| 38,5% \| \| Інше \| 3,6% \| 3,8% \| \| Усього підприємств \| 28 \| 26 \| |         |         |
| Промислові підприємства міста, за сферою діяльності |         |         |
| Рік | 2002 р. | 2001 р. |
| Енергетичні та водні ресурси | 3,6%    | 3,8%    |
| Хімія та метали | 0,0%    | 0,0%    |
| Переробка металів | 14,3%   | 15,4%   |
| Продукти харчування | 25,0%   | 23,1%   |
| Текстиль | 17,9%   | 15,4%   |
| Виробництво меблів, видання | 35,7%   | 38,5%   |
| Інше | 3,6%    | 3,8%    |
| Усього підприємств | 28      | 26      |

Роздрібна торгівля.
| \| Підприємства роздрібної торгівлі міста, за сферою діяльності \| Підприємства роздрібної торгівлі міста, за сферою діяльності \| Підприємства роздрібної торгівлі міста, за сферою діяльності \| \| Рік \| 2002 р. \| 2001 р. \| \| ------------------------------------------------------------ \| ------------------------------------------------------------ \| ------------------------------------------------------------ \| \| Продукти харчування \| 43,1% \| 45,2% \| \| Одяг та взуття \| 20,7% \| 16,1% \| \| Товари для дому \| 8,6% \| 9,7% \| \| Книги та періодичні видання \| 1,7% \| 1,6% \| \| Промислова хімічна продукція \| 5,2% \| 4,8% \| \| Продукція, пов'язана з транспортними засобами \| 1,7% \| 3,2% \| \| Інше \| 19,0% \| 19,4% \| \| Усього підприємств \| 58 \| 62 \| |         |         |
| Підприємства роздрібної торгівлі міста, за сферою діяльності |         |         |
| Рік | 2002 р. | 2001 р. |
| Продукти харчування | 43,1%   | 45,2%   |
| Одяг та взуття | 20,7%   | 16,1%   |
| Товари для дому | 8,6%    | 9,7%    |
| Книги та періодичні видання | 1,7%    | 1,6%    |
| Промислова хімічна продукція | 5,2%    | 4,8%    |
| Продукція, пов'язана з транспортними засобами | 1,7%    | 3,2%    |
| Інше | 19,0%   | 19,4%   |
| Усього підприємств | 58      | 62      |

Сфера послуг.
| \| Підприємства міста, що працюють у сфері послуг, за діяльністю \| Підприємства міста, що працюють у сфері послуг, за діяльністю \| Підприємства міста, що працюють у сфері послуг, за діяльністю \| \| Рік \| 2002 р. \| 2001 р. \| \| ------------------------------------------------------------- \| ------------------------------------------------------------- \| ------------------------------------------------------------- \| \| Гуртова торгівля \| 6,2% \| 8,2% \| \| Готелі та готельний бізнес \| 16,7% \| 14,1% \| \| Транспорт та зв'язок \| 16,7% \| 18,8% \| \| Посередницькі фінансові послуги \| 6,2% \| 4,7% \| \| Послуги підприємствам \| 6,2% \| 2,4% \| \| Послуги фізичним особам \| 39,6% \| 44,7% \| \| Нерухомість та ін. \| 8,3% \| 7,1% \| \| Усього підприємств \| 96 \| 85 \| |         |         |
| Підприємства міста, що працюють у сфері послуг, за діяльністю |         |         |
| Рік | 2002 р. | 2001 р. |
| Гуртова торгівля | 6,2%    | 8,2%    |
| Готелі та готельний бізнес | 16,7%   | 14,1%   |
| Транспорт та зв'язок | 16,7%   | 18,8%   |
| Посередницькі фінансові послуги | 6,2%    | 4,7%    |
| Послуги підприємствам | 6,2%    | 2,4%    |
| Послуги фізичним особам | 39,6%   | 44,7%   |
| Нерухомість та ін. | 8,3%    | 7,1%    |
| Усього підприємств | 96      | 85      |

## Житловий фонд
У 2001 р. 5,7% усіх родин (домогосподарств) мали житло метражем до 59 м², 29,5% - від 60 до 89 м², 37,7% - від 90 до 119 м² і
27,2% - понад 120 м².

З усіх будівель у 2001 р. 27,1% було одноповерховими, 39,1% - двоповерховими, 29,3
% - триповерховими, 2,8% - чотириповерховими, 1,1% - п'ятиповерховими, 0,4% - шестиповерховими,
0,1% - семиповерховими, 0% - з вісьмома та більше поверхами.

## Автопарк
| \| Автомобілі, зареєстровані у місті, за призначенням \| Автомобілі, зареєстровані у місті, за призначенням \| Автомобілі, зареєстровані у місті, за призначенням \| \| Рік \| 2006 р. \| 2005 р. \| \| -------------------------------------------------- \| -------------------------------------------------- \| -------------------------------------------------- \| \| Приватні автомобілі \| 66,1% \| 66,7% \| \| Мотоцикли \| 8,6% \| 8,3% \| \| Вантажівки \| 20,9% \| 21,3% \| \| Трактори \| 0,4% \| 0,3% \| \| Автобуси та ін. \| 4,0% \| 3,4% \| \| Усього автомобілів \| 2.021 шт. \| 1.924 шт. \| |           |           |
| Автомобілі, зареєстровані у місті, за призначенням |           |           |
| Рік | 2006 р.   | 2005 р.   |
| Приватні автомобілі | 66,1%     | 66,7%     |
| Мотоцикли | 8,6%      | 8,3%      |
| Вантажівки | 20,9%     | 21,3%     |
| Трактори | 0,4%      | 0,3%      |
| Автобуси та ін. | 4,0%      | 3,4%      |
| Усього автомобілів | 2.021 шт. | 1.924 шт. |

## Вживання каталанської мови
У 2001 р. каталанську мову у місті розуміли 98,1% усього населення (у 1996 р. - 99%), вміли говорити нею 90,7% (у 1996 р. - 
93,5%), вміли читати 87,7% (у 1996 р. - 86,9%), вміли писати 65,2
% (у 1996 р. - 58,6%). Не розуміли каталанської мови 1,9%.

## Політичні уподобання
У виборах до Парламенту Каталонії у 2006 р. взяло участь 1.387 осіб (у 2003 р. - 1.527 осіб). Голоси за політичні сили розподілилися таким чином:
| \| Вибори до Парламенту Каталонії \| Вибори до Парламенту Каталонії \| Вибори до Парламенту Каталонії \| \| Рік \| 2006 р. \| 2003 р. \| \| -------------------------------------- \| ------------------------------ \| ------------------------------ \| \| Конвергенція та Єднання (CiU) \| 31,8% \| 33,4% \| \| Соціалістична партія Каталонії (PSC) \| 24,8% \| 26,2% \| \| Народна партія (PP) \| 4,5% \| 5,8% \| \| Ініціатива за зелену Каталонію (IC) \| 8,2% \| 2,9% \| \| Республіканська лівиця Каталонії (ERC) \| 28,6% \| 31% \| \| Громадянська партія (C's) \| 0,2% \| 0,0% \| \| Інші \| 1,8% \| 0,7% \| |         |         |
| Вибори до Парламенту Каталонії |         |         |
| Рік | 2006 р. | 2003 р. |
| Конвергенція та Єднання (CiU) | 31,8%   | 33,4%   |
| Соціалістична партія Каталонії (PSC) | 24,8%   | 26,2%   |
| Народна партія (PP) | 4,5%    | 5,8%    |
| Ініціатива за зелену Каталонію (IC) | 8,2%    | 2,9%    |
| Республіканська лівиця Каталонії (ERC) | 28,6%   | 31%     |
| Громадянська партія (C's) | 0,2%    | 0,0%    |
| Інші | 1,8%    | 0,7%    |

У муніципальних виборах у 2007 р. взяло участь 1.544 осіб (у 2003 р. - 1.637 осіб). Голоси за політичні сили розподілилися таким чином:
| \| Муніципальні вибори \| Муніципальні вибори \| Муніципальні вибори \| \| Рік \| 2007 р. \| 2003 р. \| \| -------------------------------------- \| ------------------- \| ------------------- \| \| Конвергенція та Єднання (CiU) \| 16,8% \| 21,6% \| \| Соціалістична партія Каталонії (PSC) \| 35,9% \| 19,6% \| \| Народна партія (PP) \| 0,4% \| 1,5% \| \| Ініціатива за зелену Каталонію (IC) \| 0,0% \| 0,0% \| \| Республіканська лівиця Каталонії (ERC) \| 45,5% \| 57,4% \| \| Громадянська партія (C's) \| 0,0% \| 0,0% \| \| Інші \| 1,4% \| 0,0% \| |         |         |
| Муніципальні вибори |         |         |
| Рік | 2007 р. | 2003 р. |
| Конвергенція та Єднання (CiU) | 16,8%   | 21,6%   |
| Соціалістична партія Каталонії (PSC) | 35,9%   | 19,6%   |
| Народна партія (PP) | 0,4%    | 1,5%    |
| Ініціатива за зелену Каталонію (IC) | 0,0%    | 0,0%    |
| Республіканська лівиця Каталонії (ERC) | 45,5%   | 57,4%   |
| Громадянська партія (C's) | 0,0%    | 0,0%    |
| Інші | 1,4%    | 0,0%    |